# Rufus Barringer

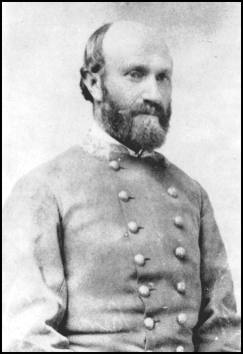
General Barringer

Rufus Barringer (* 2. Dezember 1821 in Cabarrus County, North Carolina; † 3. Februar 1895 in Charlotte, North Carolina) war ein Jurist, Politiker und Brigadegeneral der Konföderierten im Amerikanischen Bürgerkrieg.

## Leben
Barringer wurde als neuntes von zehn Kindern geboren und studierte an den Universitäten von Chapel Hill und Concord Jura. 1843 wurde er als Rechtsanwalt zugelassen und eröffnete gemeinsam mit seinem Bruder Daniel eine Kanzlei in Concord. Daniel war ein prominentes Mitglied der Whig Party und gehörte von 1842 bis 1848 dem Repräsentantenhaus der Vereinigten Staaten an, wo er die Bekanntschaft von Abraham Lincoln machte. Dem Beispiel seines Bruders folgend, ließ sich auch Rufus 1848 als Whig in das Repräsentantenhaus von North Carolina wählen, verlor aber bereits wenig später die Lust am politischen Geschäft und kehrte in seine Anwaltspraxis zurück. Seine erste Frau, Eugenia Morrison Barringer, starb 1858 nur vier Jahre nach ihrer Hochzeit an Typhus. Aus dieser Ehe gingen ein Sohn und eine Tochter hervor. Zwei von Eugenias Schwestern waren ebenfalls mit zukünftigen Bürgerkriegsgeneralen verheiratet, nämlich mit Thomas Jonathan „Stonewall“ Jackson und mit Daniel Harvey Hill. 1861 ging Barringer eine zweite Ehe mit Rosalie Chunn aus Asheville ein, die ihm einen Sohn gebar, aber ebenfalls nach wenigen Jahren starb.
Als überzeugter Unionist hatte sich Barringer stets gegen eine Sezession der Südstaaten ausgesprochen. Dennoch war er der Überzeugung, sich im Kriegsfalle der Haltung seines Heimatstaates anschließen zu müssen. Als North Carolina im Mai 1861 aus der Union austrat, stellte er daher eine Kavallerieschwadron auf, die unter seiner Führung in die 1st North Carolina Volunteer Cavalry eingegliedert wurde. Mit dieser Einheit diente Captain Barringer in der Kavallerie der Army of Northern Virginia unter dem Befehl des berühmten Reitergenerals „Jeb“ Stuart, unter anderem in der Sieben-Tage-Schlacht bei Richmond und in der Zweiten Schlacht am Bull Run. In der Reiterschlacht bei Brandy Station am 9. Juni 1863 wurde Barringer durch das Geschoss eines Scharfschützen schwer verwundet und konnte seinen Dienst erst vier Monate später wieder aufnehmen. In der Zwischenzeit wurde er zunächst zum Major und nur wenige Wochen später zum Lieutenant Colonel befördert und mit der Führung der 4th North Carolina Cavalry beauftragt.
Als der Kommandeur der North Carolina-Brigade, Brigadegeneral James Byron Gordon, und der rangälteste Colonel im Mai 1864 tödlich verwundet wurden, wurde Barringer über die Köpfe mehrerer rangälterer Offiziere hinweg vom Oberstleutnant zum Brigadegeneral befördert und übernahm das Kommando über seine Brigade. In dieser Funktion diente er bis zu seiner Gefangennahme am 3. April 1865 bei Namozine Church in Virginia. Barringer war der erste konföderierte General, der nach der Flucht Robert E. Lees aus Richmond und Petersburg in die Hände der Unionstruppen fiel, und wurde zu General Grants Hauptquartier bei City Point gebracht. Präsident Lincoln, der sich gerade zu einem Frontbesuch in City Point aufhielt, lud den Bruder seines ehemaligen Parlamentskollegen zu einem Gespräch ein und wies Kriegsminister Stanton an, Barringer eine Vorzugsbehandlung zukommen zu lassen. Nach mehrwöchiger Haft in Fort Delaware wurde er schließlich Ende Juli 1865 wieder entlassen. Während des Krieges hatte Barringer an 76 Gefechten teilgenommen und war dreimal verwundet worden.
Nach seiner Entlassung kehrte Barringer im August 1865 nach North Carolina zurück und eröffnete eine Anwaltskanzlei in Charlotte. Er heiratete erneut und setzte sich für den Ausbau des Eisenbahnnetzes ein. Politisch unterstützte er nunmehr die Republikanische Partei, für die er 1880 erfolglos als Vizegouverneur kandidierte. Dadurch und durch sein Eintreten für die Gewährung des Wahlrechts an die afroamerikanische Bevölkerung machte er sich bei vielen Südstaatlern unbeliebt und musste sich zum Beispiel von seinem ehemaligen Schwager Hill Verrat an seinen früheren Kameraden vorwerfen lassen. Davon unbeeindruckt, gab Barringer 1884 seine Praxis auf und betätigte sich als Schriftsteller. Als solcher veröffentlichte er u. a. eine Geschichte der 9th North Carolina Cavalry. 1895 starb er an Magenkrebs und wurde in Charlotte beigesetzt.